# Yuya Onoe
Yuya Onoe (尾上 勇也 Onoe Yuya?), född 8 april 1985 i Tokushima prefektur, är en japansk före detta fotbollsspelare.
Onoe började sin karriär 2004 i Ehime FC. Efter Ehime FC spelade han för Tokushima Vortis, Kamatamare Sanuki, Mitsubishi Mizushima och MIO Biwako Shiga. Han avslutade karriären 2012.